# Rossana Boldi
Rossana Lidia Boldi (Tortona, 5 aprile 1953) è una politica italiana.

## Biografia
Nata il 5 aprile 1953 a Tortona, in provincia di Alessandria, si è laureata in Medicina e Chirurgia all'Università degli Studi di Pavia e specializzata in odontoiatria e protesi dentaria.

### Attività politica
Alle elezioni comunali in Piemonte del 1995 si candida al consiglio comunale di Tortona, nelle liste della Lega Nord a sostegno del candidato sindaco del centro-sinistra Marco Balossino (PDS), venendo eletta consigliera comunale e rimanendo in carica fino al 1999.
Alle elezioni politiche del 2001 viene candidata al Senato della Repubblica nel collegio uninominale di Alessandria, sostenuta dalla coalizione di centro-destra Casa delle Libertà in quota leghista, venendo eletta senatrice con il 44,98% dei voti e superando i candidati de L'Ulivo Enrico Morando (39,82%), di Rifondazione Comunista Francesco Moro (5,56%), della Lista Di Pietro Walter Roberto Ferrari (3,05%), della Lista Pannella-Bonino Ionnes Albertoni in Grosso (2,26%) e di Democrazia Europea Marco Giuseppe Pestarino (1,71%). Nella XIV legislatura della Repubblica è stata membro e segretaria della Commissione parlamentare per l'Infanzia, oltreché componente della 12ª Commissione Igiene e sanità e della Commissione parlamentare d'inchiesta sull'efficacia e l'efficienza del Servizio Sanitario Nazionale.
Alle elezioni amministrative del 2004 si candida alla presidenza della Provincia di Alessandria, appoggiata dalla Lega Nord, ottenendo al primo turno 127.809 voti (pari al 7,74%), arrivando terza e non accedendo al ballottaggio, ma venendo eletta consigliera provinciale di Alessandria.
Ricandidata al Senato alle elezioni politiche del 2006, risultando la prima dei non eletti.
Alle elezioni politiche del 2008 si è ricandidata al Senato della Repubblica, tra le liste della Lega Nord nella circoscrizione Piemonte in quarta posizione, venendo questa volta rieletta senatrice grazie al fatto che il capolista Roberto Calderoli opta per l'elezione nella circoscrizione Lombardia. Nella XVI legislatura della Repubblica è stata presidente della 14ª Commissione Politiche dell'Unione europea del Senato e membro della delegazione italiana presso l'assemblea parlamentare del Consiglio d'Europa.
Non si ricandida in Parlamento alle elezioni politiche del 2013.
Alle elezioni politiche del 2018 viene eletta alla Camera dei deputati, tra le liste della Lega per Salvini Premier nella circoscrizione Piemonte 2.

## Controversie
Il 6 luglio 2012 fa una gaffe parlando della morte del senatore a vita Sergio Pininfarina: "non si devono più nominare senatori a vita - dice la senatrice - anche uno di meno è già qualcosa". Lo stesso giorno, a seguito di polemiche, l'esponente della Lega Nord ha rilasciato alla trasmissione radiofonica di Radio24 "La zanzara" le seguenti dichiarazioni: "Chiedo scusa alla famiglia Pininfarina se ritengono di essersi offesi. La mia è stata una frase infelice, una voce dal sen sfuggita. Mi sono espressa male, chi mi conosce sa che non avrei mai detto una cosa del genere".